# Whole Lotta Rosie
Whole Lotta Rosie – trzeci singel australijskiej grupy hardrockowej AC/DC, pochodzący z jej czwartego albumu studyjnego Let There Be Rock. Piosenka znajduje się na wydaniach If You Want Blood You've Got It z 1978, Live from the Atlantic Studios, Let There Be Rock : The Movie - Live in Paris, AC/DC Live z 1992 i The Family Jewels z 2005. Utwór był wykonywany podczas trasy Black Ice World Tour w 2008. Tekst piosenki opowiada o przeżyciach seksualnych byłego frontmana zespołu Bona Scotta z bardzo otyłą dziewczyną z Tasmanii o imieniu Rosie. Obecnie gdy wykonywana jest piosenka nadmuchiwana jest wielka postać Rosie.